# 1972 au théâtre
| Années du théâtre : 1969 - 1970 - 1971 - 1972 - 1973 - 1974 - 1975    |
| Décennies du théâtre : 1940 - 1950 - 1960 - 1970 - 1980 - 1990 - 2000 |

Cet article présente les faits marquants de l'année 1972 au théâtre.

## Événements
- Première édition du Festival d'automne à Paris.

## Pièces de théâtre représentées
- 18 janvier : Tu étais si gentil quand tu étais petit de Jean Anouilh, mise en scène Jean Anouilh et Roland Piétri, Théâtre Antoine (création).
- 27 janvier : Macbett d'Eugène Ionesco, au Théâtre Rive Gauche.
- 28 septembre : Le Directeur de l'Opéra de Jean Anouilh, mise en scène Jean Anouilh et Roland Piétri, Comédie des Champs-Élysées (création).
- 9 décembre : Madame Pauline, comédie musicale de Darry Cowl d'après La Maison de Zaza de Gaby Bruyère au Théâtre des Variétés.
- 19 décembre : Duos sur canapé de Marc Camoletti, mise en scène de l'auteur, Théâtre Michel (création).

## Naissances
- 28 janvier : Mindaugas Karbauskis, metteur en scène lituanien

## Décès
- 2 mars : Raymond Faure, acteur et décorateur de théâtre français (°1920)
- 16 août : Pierre Brasseur, acteur français (°1905)
- 22 septembre : Boris Livanov, acteur et metteur en scène soviétique (°1904)
- 8 novembre : Olga Pyjova, actrice de théâtre soviétique (°1894)
- 19 décembre : Jacques Deval, dramaturge, scénariste et réalisateur français (°1890)